# Konzervator znanstvenik
Konzervator znanstvenik  je muzejski profesionalac koji radi u polju znanosti u konzervaciji,te je njegov temeljni   fokus djelovanja istraživanje predmeta kulturne baštine,te razvoj novih i   boljih postupaka konzerviranja restauriranja spomenutih predmeta.On koristi primijenjena znanstvena istraživanja kako bi utvrdio materijalne,te kemijske i tehničke aspekte kulturne baštine  .Prikupljene informacije dijeli s konzervatorima restauratorima i kustosima, a svi ih zajedno pak koriste kako bi odlučili o najboljem konzervatorsko restauratorskom tretmanu,odnosno primjerenoj brizi za određeni predmet.

## Obaveze i odgovornost
Ključna dužnost konzervatora znanstvenika je znanstveno utemeljena potpora razradi tehnika što boljeg čuvanja te konzerviranja i restauriranja predmeta kulturne baštine.  Spomenuti ovaj zadatak ispunjava prije svega na 4 osnovna načina: 1.) identifikacija materijala i tehnologija korištenih u izradi objekta , 2.) proučava mehanizme propadanja objekata, 3.) razvija i ispituje nove konzervatorsko restauratorske tehnike i materijale, i 4.) razvija i ispituje nove analitičke tehnike i opremu.

## Povijest
Prvi konzervator znanstvenik uposlen u nekom muzeju bio je Nijemac Friedrich Rathgen 1888. godine, radio je u Berlinskim kraljevskim muzejima.

## Stanje u Hrvatskoj
Kod nas niti jedno sveučilište zasada ne nudi specijalizaciju u ovoj   specifičnoj disciplini.Niti jedan hrvatski muzej koji prikuplja predmete kulturne ili tehničke baštine ne upošljava niti jednog znanstvenika koji bi radio na identifikaciji i analizi predmeta te osmišljavanju novih konzervatorsko restauratorskih materijala i postupaka.

## Vanjske poveznice
- ICCROM Forum on Conservation Science, Rome, 16-18 October 2013  Arhivirana inačica izvorne stranice od 30. ožujka 2014. (Wayback Machine) ICCROM
- Science Department Getty Conservation Institute
- Conservation Science Indianapolis Museum of Art
- Conservation Science ArtBabble
- Conservation: Science video Museum of Modern Art